# IIT 디자인학교

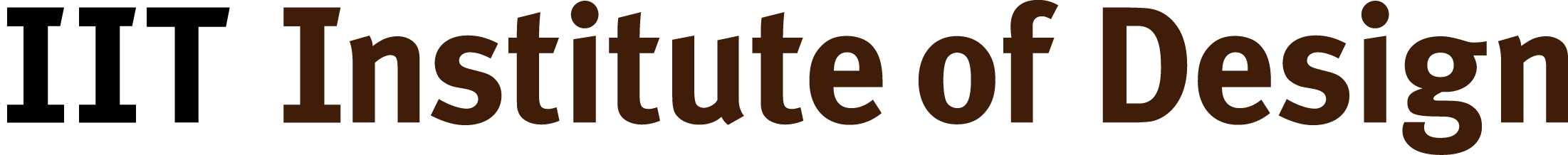

IIT 디자인학교(IIT Institute of Design, ID, 원래 이름: 뉴 바우하우스/New Bauhaus)는 체계적인 인간 중심 디자인을 교육하는 대학원이다. 현재 학장은 모홀리 나기이다.
1937년 10월, 독일에서 해체된 바우하우스의 전통을 살려 모흘리 나기가 시카고에 설립한 미술교육기관이다. 당시 하버드의 건축과 교수였던 발터 그로피우스를 고문으로 발족하였다. 모흘리 나기가 작고한 후, S. 체르마이에프가 뒤를 이었고 1952년에는 일리노이 공과대학에 편입되었다.

## 저명한 동문
저명한 동문으로는 알렉산드르 아키펭코, 존 케이지, 버크민스터 풀러 등이 있다.

## 같이 보기
- 일리노이 공과대학교
- 루트비히 미스 판 데어 로에